# Timothy Fuller

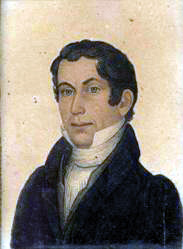
Timothy Fuller.

Timothy Fuller, född 11 juli 1778 i Chilmark i Massachusetts, död 1 oktober 1835 i Groton i Massachusetts, var en amerikansk advokat och politiker (demokrat-republikan). Han var ledamot av USA:s representanthus 1817–1825. Fuller utexaminerades 1801 från Harvard University.
Fuller ligger begravd på Mount Auburn Cemetery i Cambridge i Massachusetts. Han var far till kvinnosakskämpen Margaret Fuller.